# FARO Technologies
FARO Technologies Inc. – przedsiębiorstwo przemysłowe wyspecjalizowane w produkcji przenośnej techniki pomiarowej. Przedsiębiorstwo założone zostało w 1981 r., a od 1989 r. jest notowane na rynku NASDAQ. FARO opracowuje i sprzedaje systemy CAM2 (Computer Aided Manufacturing Measurement).

## Struktura przedsiębiorstwa
Siedziba centrali firmy znajduje się w Lake Mary na Florydzie. Rynek europejski i azjatycki obejmują kolejne dwie centrale firmy zlokalizowane w Stuttgarcie i Singapurze. Siedziba firmy FARO w Polsce znajduje się we Wrocławiu. FARO zatrudnia na całym świecie ponad 1000 pracowników.
Z liczbą ponad 15 000 instalacji oraz 30 000 klientów na całym świecie firma należy do wiodących producentów w sektorze przenośnych, wspomaganych komputerowo maszyn pomiarowych.

## Produkty
Treść tej sekcji może nie być zgodna z zasadami neutralnego punktu widzenia.
Dokładniejsze informacje o tym, co należy poprawić, być może znajdują się w dyskusji tej sekcji.
 Po wyeliminowaniu niedoskonałości należy usunąć szablon  z tej sekcji.
Firma tworzy i sprzedaje przenośne systemy do pomiarów 3D i dokumentacji 3D. Przenośne urządzenia FARO umożliwiają precyzyjne pomiary trójwymiarowe oraz przestrzenne porównywanie elementów i kompletnych systemów podczas produkcji i w procesach kontroli jakości. Rozwiązania FARO wykorzystywane są do badania elementów i ich zespołów, planowania produkcji, modelowania powierzchni oraz tworzenia 3D dokumentacji powykonawczej, a także do badania i rekonstrukcji wypadków i przestępstw oraz cyfrowego skanowania obiektów historycznych. Proste w użytku urządzenia FARO stosowane są w wielu dziedzinach przemysłu, jak np. produkcji, przemyśle motoryzacyjnym, lotniczym, w architekturze oraz budownictwie, przemyśle energetycznym oraz kryminalistyce.
Systemy pomiarowe FARO wykorzystywane są przez ponad 15 000 klientów z całego świata, w ponad 30 000 instalacji.
FARO oferuje na rynku przenośnej techniki pomiarowej zróżnicowane produkty, takie jak np. ramiona FARO Edge, ramiona FARO Prime, FARO Gage, ScanArm, FARO Laser Tracker oraz Laser Scanner. Ponadto oferowane jest oparte na CAD (Computer Aided Design) oprogramowanie pomiarowo-raportowe z rodziny CAM2. FARO sprzedaje swoje produkty przedsiębiorstwom działających w różnych dziedzinach przemysłowych, takich jak lotnictwo i astronautyka, przemysł motoryzacyjny lub budownictwo lądowe i inżynieria lądowa i wodna. Do klientów firmy należą między innymi Airbus, Boeing, DaimlerChrysler, Ford, Siemens oraz General Electric.
FARO Technologies posiada certyfikat zarządzania ISO 9001 oraz certyfikat laboratoryjny ISO-17025.

## Linki internetowe
- Strona internetowa firmy